# Neda (mitología)
En la mitología griega Neda (en griego antiguo Νεδα, Neda; o Νεδη, Nede) denominada como «una de las ninfas de Arcadia», es epónima tanto de un río como de un pueblo. Aparece prominentemente en la poesía de Calímaco en donde es descrita como la primera nodriza de Zeus:
«La venerable Rea dijo entonces, en medio de su angustia: ‘Gea amiga, da a luz también tú; son soportables los dolores de tu parto’. Asi habló la diosa y, después, extendiendo hacia arriba su vigoroso brazo, golpeó la montaña con su cetro; esta se abrió en dos, y un abundante chorro brotó. Lavó entonces tu cuerpo, oh rey, lo envolvió en pañales, y te confió a Neda para que te llevase al refugio de Creta donde transcurriría tu oculta crianza; a Neda, la más venerable de las ninfas que la asistieron aquel día, y la de más edad después de Estigia y de Fílira. Y no fue vana la recompensa de la diosa, ya que puso el nombre de Neda a aquellas aguas; su caudal numeroso se mezcla con las ondas de Nereo (el mar) junto a la plaza fuerte de los Caucones, que es llamada Lepreo: es el agua más antigua que beben los hijos de la Osa [Calisto], hija de Licaón. Al abandonar Tenas rumbo a Cnoso —ambos lugares están cerca—, la ninfa te llevaba, padre Zeus, cuando cayó el ombligo de tu cuerpo. Eso explica por qué desde entonces llaman Onfalio (‘ombligo’) los Cidones a esta llanura».
Cuando el poeta dice «de más edad después de Estigia y de Fílira» se refiere implícitamente a que Neda es una de las oceánides, pues las anteriores lo son. Según la Teogonía las oceánides eran tres mil hermanas, hijas de Océano y Tetis.
Era representada en Atenas dentro un templo de Atenea. También estaba representada una estatua suya en un recinto sagrado en Megalópolis, Arcadia, llevando a Zeus niño en brazos, y acompañada de las ninfas Antracia, Hagno, Anquírroe y Mirtoesa.
Su papel como primera nodriza de Zeus también recae sobre Tisoa y Hagno. En la tradición mesenia se dice en cambio que las nodrizas fueron Neda e Itome. Estrabón nos dice que en el río Neda Rea había dado a luz a su hijo, y sus aguas fueron testigo de los dolores del alumbramiento, así como también lavaron al recién nacido.